# Sundhedens gave - Mor/barn klinikker i Malawi
|  | Denne artikel er oprettet af botten PalnaBot ud fra en ekstern database. Den kan derfor have sproglige fejl eller mangler. Denne skabelon kan fjernes efter kontrol af indholdet. |

Sundhedens gave - Mor/barn klinikker i Malawi er en dokumentarfilm fra 1981 instrueret af Steen B. Johansen efter manuskript af Steen B. Johansen.

## Handling
Dansk Røde Kors: Filmen skildrer Dansk Røde Kors' sundhedsprojekt i den sydafrikanske stat Malawi. Projektet, som startede i 1979 i samarbejde med Ligaen af Røde Kors selskaber og Malawis Røde Kors, omfatter oprettelse af mor-barn klinikker i hele landet samt bistand til styrkelse af Malawis Røde Kors og uddannelse af sundhedshjælpere. I filmen følges også en malawiansk families dagligdag og kamp for at give deres børn en god tilværelse.